# Arco branquial
Se conoce como arcos branquiales o arcos faríngeos (se consideran sinónimos) a las estructuras a modo de hendiduras, situadas a ambos lados de la faringe, que se originan durante el desarrollo embrionario de los animales del filo Cordados. Pueden permanecer en el individuo adulto (lampreas, peces), formando branquias plenamente funcionales, o estar presentes en estado embrionario (tetrápodos incluyendo el ser humano). En los tetrápodos adultos, los arcos no existen como tales, pero existen reminiscencias como la trompa de Eustaquio y otras partes del oído, que conforman el canal auditivo, y también numerosas estructuras derivadas, como el timo. En zoología los arcos branquiales se refieren a las estructuras respiratorias de larvas y adultos mientras arcos faríngeos son las estructuras embrionarias.

## Concepto embriológico

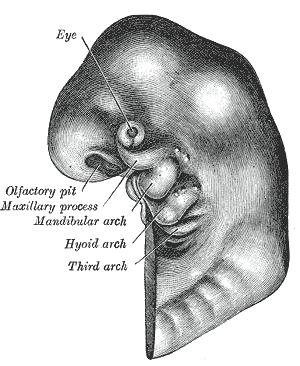
Esquema de un embrión en desarrollo en el que se muestran los tres primeros arcos branquiales.

Se conoce como arcos branquiales o arcos faríngeos a las estructuras a modo de hendiduras, situadas a ambos lados de la faringe, que se originan durante el desarrollo embrionario de los animales del filo Cordados. Los arcos se desarrollan a partir de las tres capas de tejido embrionario.
- Según muchos autores, concretamente los arcos faríngeos son la estructura en general, y se pueden llamar arcos branquiales únicamente cuando cumplan una función respiratoria acuática. Por ejemplo, en peces los llamaremos arcos branquiales pero en mamíferos terrestres no (se llamarían arcos faríngeos).[cita requerida]

Se sitúan ventrolateralmente al animal. Su número, habitualmente de seis pares, y su disposición claramente seriada, permiten una nomenclatura que los denomina, de la parte más cefálica a la más caudal, según los números romanos: I, II, III, etc.
El primer arco faríngeo, o I, es el primero en aparecer: se separa el estomodeo del pericardio. Los seis pares de arcos siguientes se originan posteriormente, debido al crecimiento diferencial de la faringe.

## Concepto zoológico
Se denomina arco branquial a cada una de las estructuras anatómicas en bucle o circuito altamente irrigadas que fundamentan las branquias de los peces y de otros taxones zoológicos.

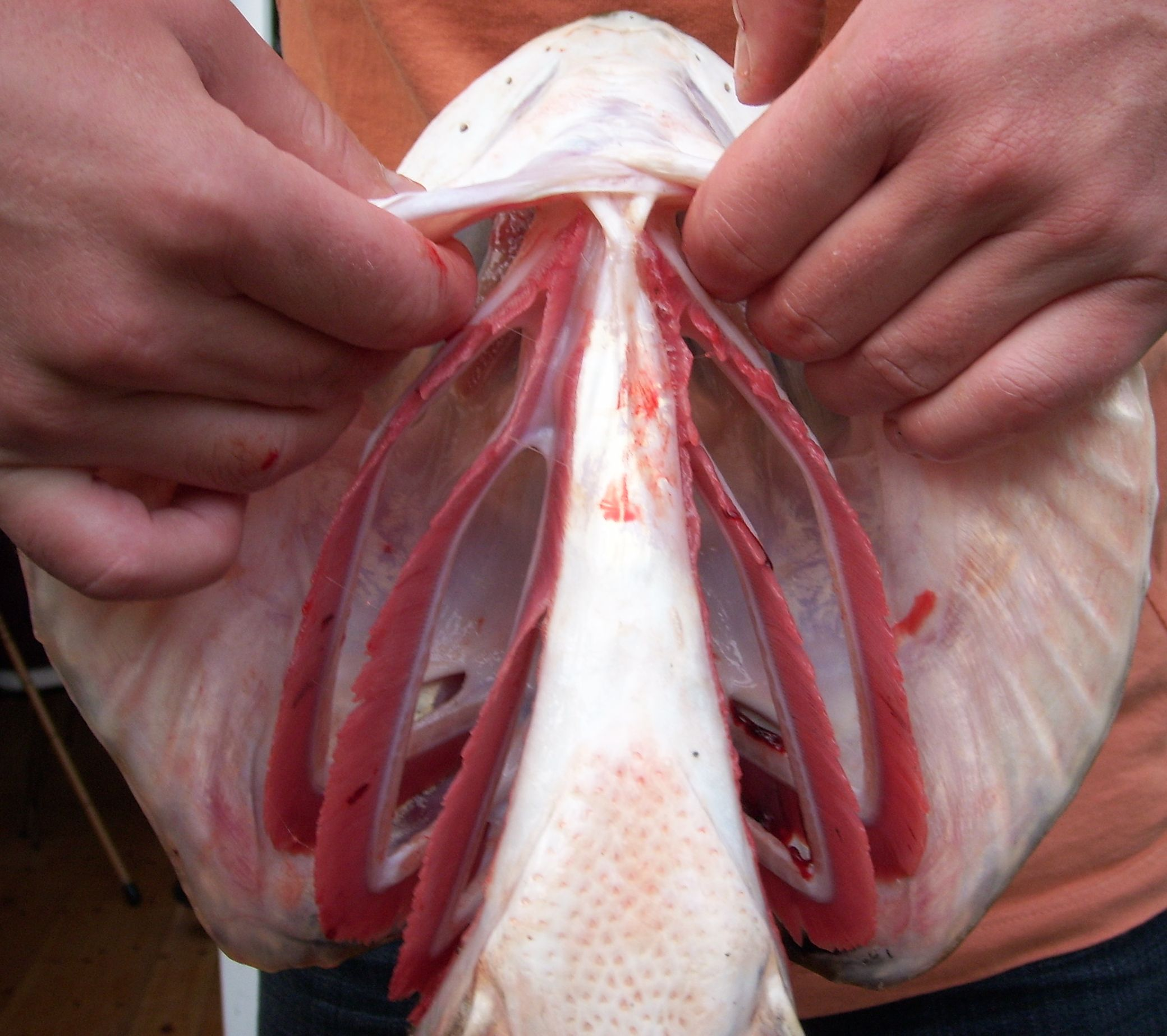
Arcos branquiales soportando las branquias en un lucio

Los vertebrados más primitivos tuvieron branquias provistas de arcos branquiales. Como reminiscencia evolutiva, todos los vertebrados actuales los poseen también en alguna etapa de su crecimiento embrionario. Estos órganos sólo persisten en la vida adulta de algunos taxones, mientras que en la mayoría derivan en órganos con funciones y estructuras anatómicas muy diferentes.
En los peces gnatostomados el primer arco branquial embrionario da lugar a las mandíbulas y el segundo al complejo hiomandibular,  mientras que los restantes dan lugar a la estructura principal de las branquias adultas. En el desarrollo de los reptiles y la gran mayoría de los anfibios se van perdiendo todos o casi todos los elementos branquiales, incluyendo los arcos branquiales completos. En aves y mamíferos postembrionarios el hioides queda aún más simplificado.

### Función
En las especies en que el aparato branquial persiste en estadios postembrionarios, es típicamente usado para funciones de respiración y/o alimentación, según taxones. Muchos peces han modificado los arcos branquiales anteriores en mandíbulas faríngeas, a menudo equipadas con especializados dientes faríngeos que emplean para retener su alimento. Se trata de dientes largos y afilados en especies como las morenas, que son carnívoras, en contraste con los anchos y aplastados dientes faríngeos de especies durófagas como la carpa negra Mylopharyngodon piceus.
En los anfibios y reptiles el arco hioideo se modifica pasando a tener funciones similares. A menudo es utilizado en la ventilación respiratoria cuando se impulsa desde la boca y no desde los pulmones. Desempeña también un papel en la protrusión de la lengua para la captura de presas. En especies muy altamente especializadas, capaces de proyectar la lengua para capturar a sus presas, como los camaleones o algunas salamandras pletodóntidas el aparato hioideo se modifica intensamente con este fin. En otras especies, como las que se alimentan succionando, se hipertrofia. Cuando la lengua sólo tiene funciones sensoriales, como sucede con los varanos y las serpientes, se suele reducir el aparato hioideo.

## Embriología humana
La opinión errónea de que el esplacnocráneo se desarrolla a partir del endodermo, como el aparato digestivo, condujo a su denominación de cráneo visceral, un término poco afortunado. Embriológicamente el esplacnocráneo procede de las células de las crestas neurales, no de las placas laterales del mesodermo como sucede con la musculatura del digestivo. En procordados, las barras faríngeas, formadas por tejido conjuntivo fibroso pero nunca por hueso, surgen del mesodermo y forman una cesta branquial sin articular, el predecesor filogenético del esplacnocráneo de vertebrados. En los vertebrados las células de las crestas neurales parten de los lados del tubo neural y se introducen en las paredes de la faringe, entre las sucesivas hendiduras branquiales, para diferenciarse en los arcos faríngeos respectivos. Por lo general, los arcos faríngeos de los vertebrados acuáticos están asociados con el sistema de branquias respiratorias, y debido a esta asociación se conocen como arcos branquiales.

### Estructuras derivadas de los componentes de los arcos faríngeos o branquiales

#### Primer Arco(Mandibular)
- Nervio trigémino

- Hueso mandibular (mandíbula)
- Músculos de la masticación
  - Masétero
  - Pterigoídeo medial
  - Pterigoídeo lateral
  - Digástrico (vientre anterior)
  - Milohioideo
- Tensor del tímpano
- Tensor del velo del paladar
- Martillo
- Yunque
- Ligamento anterior del martillo
- Ligamento esfeno mandibular

#### Segundo Arco(Hioideo)
- Nervio facial
- Músculos de la expresión facial
- Estribo
- Estilohioideo
- Apófisis estiloides
- Asta menor del hioideo
- Ligamento Estilohioideo

#### Tercer Arco
- Nervio glosofaríngeo
- Estilo faríngeo
- Asta mayor del hioideo

#### Cuarto y sexto arcos (el quinto arco no tiene derivados identificables en el adulto).
- Rama laríngea superior del Vago
- Rama laríngea recurrente del Vago
- Cricotiroideo
- Elevador del velo del paladar
- Constrictores de la faringe
- Músculos estriados del esófago
- Cartílagos tiroides, cricoides, aritenoides, corniculado y cuneiforme.

### Patologías
El desarrollo anormal de los arcos branquiales suele producir trastornos congénitos, tales como fístulas y quistes. Algunas malformaciones frecuentes incluyen:
- Primer arco branquial: paladar hendido y labio leporino, contorno anormal de la oreja y malformaciones de los huesecillos del oído medio. Los quistes branquiales son poco frecuentes y se localizan atrás o delante del lóbulo del pabellón auricular. Cuando aparecen aberturas hacia el exterior ocurren cercanas a la mandíbula y algunas abren hacia el conducto auditivo externo.
- Segundo arco branquial: Las aberturas por fístulas abren en el cuello el tercio inferior y el tercio medio del músculo esternocleidomastoideo, el grueso músculo que aparece al rotar el cuello a un lado. El extremo opuesto puede terminar con un orificio en la nasofaringe a nivel de la fosa amigdalina.
- Tercer y cuarto arco branquial: las fístulas son muy raras y difíciles de identificar. Los quistes del timo aparecen a un lado del cuello, principalmente el lado izquierdo. Los quistes de la paratiroides pueden aparecer cercanos a la glándula tiroides o del mediastino.

Otras patologías similares, como el quiste tirogloso no tienen un origen real en los arcos branquiales. Por su parte, las hendiduras branquiales que separan un arco branquial y otro pueden ser lugar de trastornos congénitos. Así, cuando la primera hendidura branquial no se desarrolla como es debido, aparecen deformidades del oído, incluyendo la oclusión del conducto auditivo.